# علیای پساشوروی دهه ۱۹۹۰

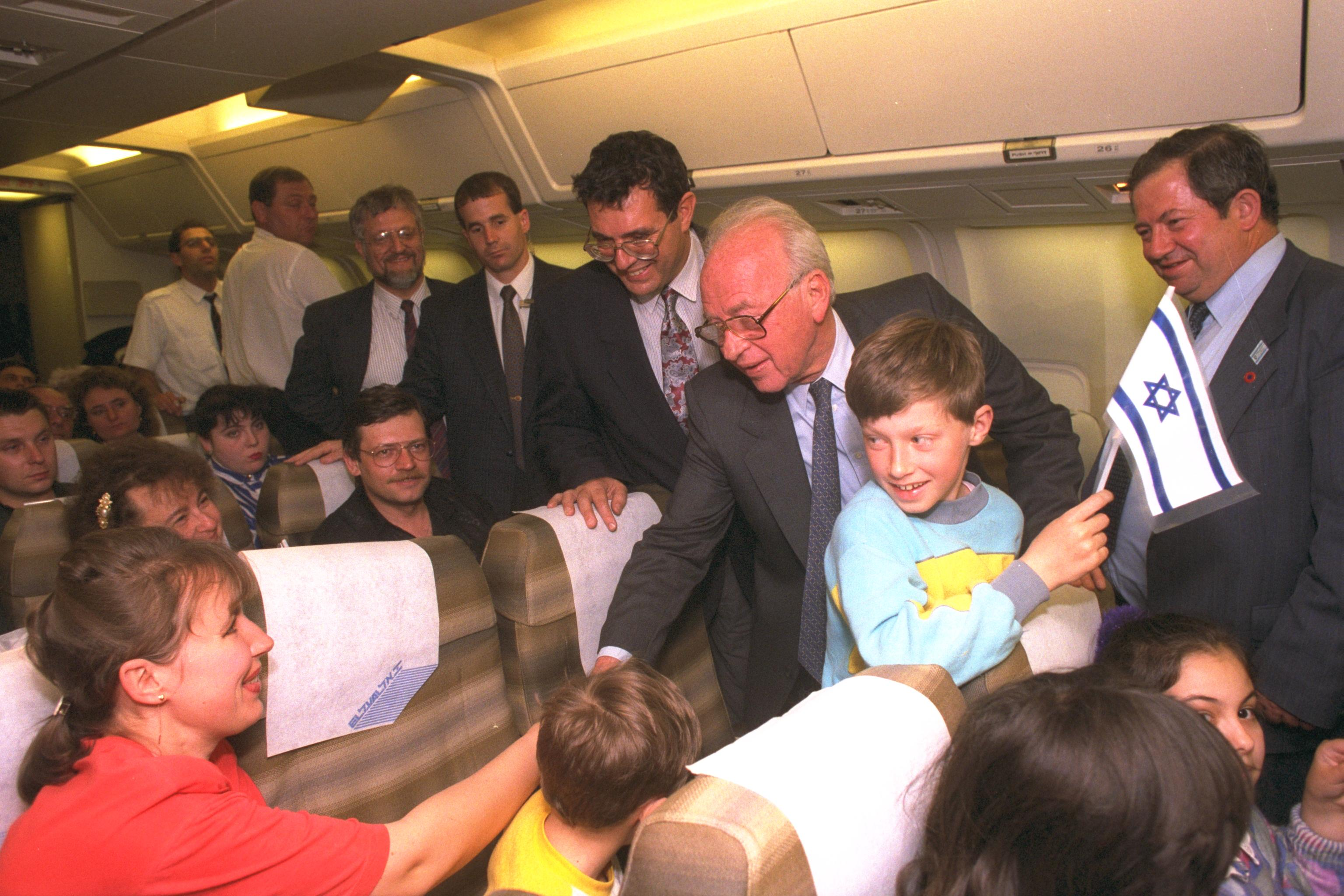
اسحاق رابین نخست‌وزیر اسرائیل در حال دست دادن با مهاجران روسی حدید در پروازشان از روسیه به اسرائیل. ۲۷ آوریل ۱۹۹۴.

علیای پساشوروی دهه ۱۹۹۰ در اواخر دهه ۱۹۸۰ هنگامی که دولت میخائیل گورباچف مرزهای اتحاد جماهیر شوروی سوسیالیستی را باز کرد و به یهودیان اجازه داد تا کشور را به مقصد اسرائیل ترک کنند، آغاز شد.
میان سال‌های ۱۹۸۹ تا ۲۰۰۶، حدود ۱٫۶ میلیون یهودی شوروی، خویشاوندان و همسران غیر یهودی آن‌ها، طبق تعریف قانون بازگشت، از کشورهای پساشوروی به اسرائیل مهاجرت کردند. حدود ۹۷۹٬۰۰۰ یا ۶۱٪ از آن‌ها به اسرائیل رفتند. ۳۲۵٬۰۰۰ نفر دیگر نیز ایالات متحده آمریکا و ۲۱۹٬۰۰۰ نفر به آلمان رفتند. به گفته سازمان مرکزی آمار اسرائیل ۲۶٪ از مهاجران وارد شده به اسرائیل طبق 
تفسیرهای ارتدکس از قوانین یهود (که فقط تبار مادری را به رسمیت می‌شناسد) یهودی نبودند اما تحت قانون بازگشت اسرائیل به دلیل تبار پدری یهودی یا ازدواج با یک یهودی واجد شرایط بودند. بیشینه مهاجران اشکنازی بودند و بخش بزرگی از آن‌ها نیز از مزراحی‌ها شامل یهودیان کوهستان، یهودیان گرجستان و یهودیان بخارایی بودند که هر گروه فرهنگ متمایز خود را برای اسرائیل به ارمغان می‌آورد. این گروه با موفقیت از لحاظ اقتصادی در اسرائیل ادغام شد: در سال ۲۰۱۲، متوسط حقوق مهاجران اتحاد جماهیر شوروی سابق با حقوق یهودیان اسرائیلی بومی قابل مقایسه بود.